# Бриан, Анн
Анн Бриа́н (фр. Anne Briand; 2 июня 1968, Мюлуз, Эльзас) — бывшая французская биатлонистка, олимпийская чемпионка в эстафете 3х7,5 км 1992 года, двукратная чемпионка мира, обладательница Кубка мира сезона 1994/1995.

## Спортивная карьера
Начала карьеру в Кубке мира по биатлону в сезоне 1990/1991 заняв в итоговом списке 51 место. Уже в следующем сезоне 1991/1992 она заняла в общем зачете второе место, а в сезоне 1994/1995 стала обладательницей Кубка мира в общем зачете. Завершила выступления в Кубке мира в сезоне 1998/1999.
Участвовала в трех Олимпиадах. На Олимпийских играх 1992 в Альбервилле стала победительницей в эстафете. На Олимпиаде 1994 года в Лиллехаммере завоевала серебряную медаль в индивидуальной гонке на 15 км и бронзовую в эстафете. На Олимпиаде 1998 в Нагано высшим достижением стало 20 место в индивидуальной гонке.
Двукратная чемпионка мира по биатлону. В 1993 году стала победительницей в командной гонке на чемпионате мира в Боровце, а в 1995 году завоевала золотую медаль в спринте на чемпионате мира в Антхольце.
Всего за карьеру по итогам выступлений в Кубке мира, Олимпийских играх и Чемпионате мира 8 раз становилась первой (6 раз в личных соревнованиях), 7 раз второй (3 раза в личных соревнованиях) и 7 раз третьей (3 раза в личных соревнованиях).
Стала первой биатлонисткой, в активе которой есть победы на Олимпиаде, Чемпионате мира и в общем зачете Кубка мира. Таких биатлонисток всего 9: Анн Бриан, Кати Вильхельм, Андреа Хенкель, Магдалена Нойнер, Тура Бергер, Дарья Домрачева, Лаура Дальмайер, Марте Ольсбу-Ройселанн и Тириль Экхофф.